# Клод Льофор
Клод Льофор (на френски: Claude Lefort) е френски философ.

## Биография
Клод Льофор е роден на 21 април 1924 година в Париж като извънбрачно дете на лекар и политик от известна фамилия. Негов учител в гимназията е Морис Мерло-Понти, а през 1946 година се запознава с пристигналия в Париж Корнелиус Касториадис, с когото по-късно се отделят от троцкистката Интернационалистка комунистическа партия и основават групата „Социализъм или варварство“.
През 1949 година Льофор завършва философия в Парижкия университет, след което работи като учител, преподавател в Парижкия университет и Университета на Сау Паулу, в Националния център за научни изследвания (1952 – 1966, 1971 – 1976), Канския университет (1966 – 1971) и Висшата школа по социални науки (1976 – 1989). Известен е със своите изследвания на тоталитаризма и като един от теоретиците на либертарния социализъм.
Клод Льофор умира на 3 октомври 2010 година в Париж.